# 甲賀市消防団
甲賀市消防団（こうかししょうぼうだん）は、消防組織法に基づいて甲賀市に設置されている消防機関である。

## 概要
2004年10月に水口町・土山町・甲賀町・甲南町・信楽町の5つの消防団が合併し、5方面隊・23分団で発足した。
2007年度には女性消防隊が発足し、2018年4月1日現在で実団員数は1,124名（うち女性10名）である。平均年齢は約35歳。
消防車両数は、ポンプ自動車27台（内水槽付は7台）、小型動力ポンプ積載車97台が配備されている。
全国消防操法大会には、合併前から数えると14回出場しており、過去に2度、準優勝に輝いている。
2007年に広報活動用の消防団マスコットキャラクターが「にんくる．けし丸」に決定した。
団員への火災時等の情報連絡には、平成19年度より全団員にメールで連絡するシステムを運用している。

## 活動
平常時と災害発生時の活動は以下の通り。

### 平常時
有事に備え、火災予防活動・警戒巡視・訓練・機械器具の点検などを行っている。
消防操法訓練を通して火災消火を想定した器具の取り扱いや動作を身につけている。

#### 主な訓練等
- 4月　初任者研修・幹部研修
- 7月　甲賀広域消防夏期訓練
- 8月　滋賀県消防操法訓練大会出場
- 10月　滋賀県消防大会
- 11月　秋季火災予防運動（火災防ぎょ訓練、防火パレード、予防啓発）
- 12月　年末特別警戒
- 1月　消防出初式
- 3月　春季火災予防運動（火災防ぎょ訓練、防火パレード、予防啓発）

これ以外に、市・県の総合防災訓練への参加、方面隊や分団単位での中継送水・操法・礼式等の訓練や、地域での消火訓練や防火啓発、花火大会の警備等を行っている。
女性消防隊は、応急手当普及員の資格を取得し、救命講習会での指導をはじめ、児童への花火指導、街頭での火災予防啓発、また初期消火訓練等をしている。

### 災害発生時
災害出動では火災、風水害、地震、崖崩れ、行方不明者の捜索、大規模災害時等の避難誘導を行う。
管轄区域に詳しく、人数も多く、消防職員や県・市職員だけでは対応しきれない状況に不可欠な存在である。